# خاویر نایدو
خاویر کورت نایدو (به انگلیسی: Xavier Kurt Naidoo) متولد ۲ اکتبر ۱۹۷۱ همچنین شناخته شده با نام هنری کبرا (Kobra)، خواننده و ترانه‌سرای آلمانی سبک Soul و R&B و تولیدکننده موسیقی است که گاه بازیگری نیز می‌کند.

## حرفه‌ای
او متولد و بزرگ شده در مانهایم است و پیش از اقامت در آمریکا در ۱۹۹۰ تجربه کار در زمینه صنعت غذایی و صنعت موسیقی را داشت. در آنجا اولین آلبوم خود به زبان انگلیسی با نام Seeing Is Believing را در ۱۹۹۴ با نام هنری کبرا منتشر کرد.

## زندگی شخصی
خاویر نایدو فرزند پدری هندی تبار و مادری اهل آفریقای جنوبی و ساکن آلمان است.

## دیسکوگرافی

### آلبوم‌های استودیویی
- Seeing Is Believing (1993)
- Nicht von dieser Welt (1998)
- Zwischenspiel / Alles für den Herrn (2002)
- Telegramm für X (2005)
- Alles kann besser werden (2009)
- Mordsmusik (2013) (as Der Xer)
- Bei meiner Seele (2013)
- Tanzmusik (Xavier lebt hier nicht mehr) (2014) (as Der Xer)
- Nicht Von Dieser Welt 2 (2016)

### آلبوم‌های اجرای زنده
- Live (1999)
- Alles Gute vor uns (2003)
- Wettsingen in Schwetzingen - MTV Unplugged (2008)
- Alles kann besser werden - Live in Oberhausen (2010)

## فیلم‌شناسی
- ''(Tatort - Die kleine Zeugin'' (TV 2000
- ''(Auf Herz und Nieren'' (2001

### فیلم موزیکال
- (Human Pacific (1995
- (People (1998

## جوایز
- ۱۹۹۹: جوایز موسیقی ام‌تی‌وی اروپا - "بهترین اثر آلمانی"
- ۲۰۰۰: جایزه موسیقی اکو - "بهترین هنرمند ملی مرد - Rock/Pop"
- ۲۰۰۲: Goldene Stimmgabel
- ۲۰۰۲: ستاره دنباله دار - "بهترین اثر ملی"
- ۲۰۰۲: جوایز موسیقی ام‌تی‌وی اروپا - "بهترین اثر آلمانی"
- ۲۰۰۴: جایزه آمادئوس "موسیقی سال" برای ("Ich kenne nichts ("Das so schön ist wie Du
- ۲۰۰۶: Goldene Kamera - "پاپ ملی"
- ۲۰۰۶: جایزه موسیقی اکو - "بهترین هنرمند ملی مرد - Rock/Pop"
- ۲۰۱۴: ("Das Goldene Brett vorm Kopf ("Golden blockhead - برای "شگفت آورترین زباله شبه علمی"[۴]